# RaiSat Smash Girls
RaiSat Smash Girls è stato un canale televisivo satellitare tematico italiano edito da RaiSat e disponibile a pagamento con il bouquet Sky al canale 610.
Era il canale RaiSat con un'offerta di qualità indirizzata su generi in linea (dopo il cambio di nome) con le esigenze, i gusti e le mode delle ragazze adolescenti.

## Storia

### RaiSat Smash

Screenshot dello spot di lancio di rete.

RaiSat Smash nasce il 1º novembre 2006, in seguito alla divisione in due di RaiSat Ragazzi. L'altro canale nato da questa scissione è RaiSat YoYo, dedicato ai bambini in età prescolare.
Il canale era fruibile su Sky, nella sezione Bambini e Ragazzi, ed era pensato per essere sempre più vicino ai gusti e alle aspirazioni dei ragazzi e adolescenti, ai quali si rivolgeva, trasmettendo produzioni estere inedite in Italia.

### RaiSat Smash Girls
Dal 1º gennaio 2009 RaiSat Smash subisce un restyling chiamandosi RaiSat Smash Girls e diventando quindi interamente dedicato alle ragazze teenager. Con questo cambio, fa il salto di qualità, trasmettendo più telefilm, produzioni straniere come Britannia High e programmi autoprodotti come Up'n'pop.

### La chiusura
RaiSat Smash Girls è stato l'unico canale del gruppo RaiSat (oltre a RaiSat Gambero Rosso Channel, attualmente su Sky come Gambero Rosso Channel) a non passare sul digitale terrestre italiano e su Tivùsat una volta non rinnovato il contratto con Sky Italia. Il canale è stato quindi spento il 31 luglio 2009, mentre alcuni contenuti (come ARIA e Romeo × Juliet) hanno preso posto nel palinsesto degli altri canali per ragazzi della Rai, come Rai Yoyo o Rai Gulp, nonché su Rai 4. 

## Palinsesto
- 6teen (in onda su DeA kids)

- Amika (successivamente in onda su Rai Gulp)
- Amiche del cuore
- Appuntamento al tubo (successivamente in onda su Rai Gulp)
- ARIA (successivamente in onda su Rai 4 e/o Rai Gulp)
- Atomic Betty (successivamente in onda su Rai Gulp)
- Britannia High (successivamente in onda su Rai 4 e/o Rai Gulp)
- Dani's House
- Dinosapien
- Geni per caso (successivamente in onda su Rai Gulp)
- Heidi (successivamente in onda su Rai Gulp)
- I Dream (successivamente in onda su Rai Gulp)
- Il grande sogno di Maya (successivamente in onda su Rai Gulp)
- Holly's heroes
- Horseland
- Il gatto di Frankenstein (successivamente in onda su Rai Gulp)
- Il mondo di Stefi (successivamente in onda su Rai Gulp)
- Il tesoro delle Fiji (successivamente in onda su Rai 3 e/o Rai Gulp)
- Le isole dei pirati (successivamente in onda su Rai Gulp)
- Le principesse del mare
- Nessuno mi capisce (successivamente in onda su Rai Gulp)
- Pop Secret (successivamente in onda su Rai Gulp)
- Romeo × Juliet (successivamente in onda su Rai 4 e/o Rai Gulp)
- Ruby Gloom
- Saddle Club (successivamente in onda su Rai Gulp)
- Screech Owls (successivamente in onda su Rai 3 e/o Rai Gulp)
- Shaolin Wuzang
- The Elephant Princess (successivamente in onda su Rai Gulp)
- Titeuf
- Tweeny Witches
- Up'n pop
- Winx Club (successivamente in onda su Rai Gulp e/o Rai Yoyo)